# Kobylin-Borzymy (gromada)
Kobylin-Borzymy (początkowo Kobylin Borzymy, bez łącznika) – dawna gromada, czyli najmniejsza jednostka podziału terytorialnego Polskiej Rzeczypospolitej Ludowej w latach 1954–1972.
Gromady, z gromadzkimi radami narodowymi (GRN) jako organami władzy najniższego stopnia na wsi, funkcjonowały od reformy reorganizującej administrację wiejską przeprowadzonej jesienią 1954 do momentu ich zniesienia z dniem 1 stycznia 1973, tym samym wypierając organizację gminną w latach 1954–1972.
Gromadę Kobylin Borzymy z siedzibą GRN w Kobylinie Borzymach utworzono – jako jedną z 8759 gromad – w powiecie wysokomazowieckim w woj. białostockim, na mocy uchwały nr 24/V WRN w Białymstoku z dnia 4 października 1954. W skład jednostki weszły obszary dotychczasowych gromad Kobylin Borzymy, Kobylin Latki, Kobylin Pieniążki, Makowo, Kobylin Kuleszki, Kobylin Cieszymy, Franki Dąbrowa, Franki Piaski, Kurzyny, Grabowo Nowe, Garbowo Stare i Garbowo Stare Kolonia ze zniesionej gminy Kobylin w tymże powiecie. Dla gromady ustalono 16 członków gromadzkiej rady narodowej.
31 grudnia 1959 do gromady Kobylin-Borzymy przyłączono obszary zniesionych gromad Sikory-Pawłowięta i Pszczółczyn.
Gromada przetrwała do końca 1972 roku, czyli do kolejnej reformy gminnej. Z dniem 1 stycznia 1973 roku reaktywowano gminę Kobylin-Borzymy (przed 1954 jako gmina Kobylin).